# سيلفستر براون
سيلفستر براون (بالبولندية: Sylwester Braun) هو مصور وضابط في الجيش البولندي اشتهر بصوره التي التقطها خلال الاحتلال النازي لبولندا وانتفاضة وارسو.
في سنة 2024، أصدرت ورقة نقدية قيمتها 20 زواتي بولندي تظهر في ظهرها صورة جنديين في أنقاض كنيسة الصليب المقدس في وارسو [الإنجليزية]، وهذه الصورة التقطها سيلفستر براون بتاريخ 24 أغسطس 1944، وهي محفوظة في متحف وارسو [الإنجليزية].